# Asgerd
Asgerd (persiska: اسگرد, ‘Asgerd) är en ort i Iran.   Den ligger i provinsen Khorasan, i den nordöstra delen av landet, 700 km öster om huvudstaden Teheran. Asgerd ligger 1 712 meter över havet och antalet invånare är 142.
Terrängen runt Asgerd är platt åt sydväst, men åt nordost är den kuperad.Runt Asgerd är det ganska glesbefolkat, med 25 invånare per kvadratkilometer. Närmaste större samhälle är Sarhang, 1,9 km väster om Asgerd. Trakten runt Asgerd består i huvudsak av gräsmarker.